# Blighia
Blighia es un género con ocho especies de plantas de flores perteneciente a la familia Sapindaceae. 

## Especies seleccionadas
- Blighia kamerunensis
- Blighia laurentii
- Blighia mildbraedii
- Blighia sapida
- Blighia unijugata
- Blighia welwitschii
- Blighia wildemaniana
- Blighia zambesiaca

## Sinónimo
- Phialodiscus [Radlk.]